# نادي فيرت لكرة السلة
نادي فيرت لكرة السلة (بالهولندية: BSW) هو فريق كرة سلة هولندي للمحترفين تأسس في سنة 1968 يقع مقره في فيرت. ينافس في الدوري الهولندي لكرة السلة.

## الإنجازات
الدوري الهولندي لكرة السلة
- الفوز (1): 1993–94

## أبرز اللاعبين
من أبرز اللاعبين الذين لعبوا معه:
- تيرينس ستانسبوري
- غلين ستوكس

## وصلات خارجية
- الموقع الرسمي